# 辰和丸
辰和丸（たつわまる）は、1937年に進水して辰馬汽船・新日本汽船が運航した貨物船である。
太平洋戦争末期の1945年に瀬戸内海で機雷に接触して沈没。戦後に復旧されたが、1954年に南シナ海を航行中、台風に遭遇して行方不明となった。

## 建造
「辰和丸」は、辰馬本家酒造を起源とする辰馬財閥系の辰馬汽船株式会社により、台湾航路向け高速貨物船として計画された。台湾航路は、1920年代まで日本郵船と大阪商船の寡占状態であったが、両社と糖業連合会の間の砂糖運賃引下げ交渉の不調を機に、1929年（昭和4年）から辰馬汽船が参入していた。辰馬汽船は、1932年（昭和7年）に日本郵船及び大阪商船と台湾航路に関する協定を結ぶことに成功し、安定した台湾航路に新たな定期船を投入することにした。まず、1936年（昭和11年）10月に、後に「辰和丸」「辰鳳丸」となる大型高速貨物船2隻が三菱重工業神戸造船所に発注され、ついで、翌1937年（昭和12年）2月に後に「辰宮丸」「辰春丸」となる同型船2隻が追加発注された。
三菱重工神戸造船所で辰和丸級1番船とし1937年（昭和12年）5月1日て起工された本船は、同年9月22日に進水して「辰和丸」と命名。翌1938年（昭和13年）2月1日に竣工した。「辰和丸」の船名は、辰馬の社名の頭文字「辰」を冠したもので、江戸時代以来の伝統を受け継いでいる。
同級の設計は、7,800載荷重量トン級の大型貨物船で、石炭焚きの蒸気タービン機関1基・スクリュー1軸により、航海速力15ノットを発揮する高速船であった。「辰和丸」は登録上、航海速力16ノット・最高速力17.75ノットに達している。台湾航路の重要貨物である台湾バナナの運搬のため、船橋楼後部に機械通風冷温装置式の冷蔵庫を備えた。

## 運用
竣工した「辰和丸」は、辰馬汽船に直接保有されるのではなく新設の辰馬合資会社を船主として、1938年（昭和13年）2月に辰馬汽船の運航船として台湾定期航路に配船された。続けて建造された同型船3隻も、「辰鳳丸」が1938年5月から、「辰宮丸」と「辰春丸」が1939年（昭和14年）後半から、すべて台湾定期航路に投入されて好成績を上げた。
日中戦争中の1940年（昭和15年）11月18日に「辰和丸」は日本海軍に徴用され、特設運送船（雑用）として輸送任務に従事した。太平洋戦争開戦後、1943年（昭和18年）2月4日、南シナ海上北緯21度30分 東経113度42分 / 北緯21.500度 東経113.700度の地点でアメリカ海軍潜水艦「タニー」による攻撃を受けて損傷。1944年（昭和19年）2月10日にも、台湾南西北緯21度53分 東経119度13分 / 北緯21.883度 東経119.217度の地点でアメリカ海軍潜水艦「スピアフィッシュ」による攻撃を受けて損傷したが、沈没は免れた。
終戦3ヶ月前の1945年（昭和20年）5月10日、「辰和丸」は、瀬戸内海の呉軍港沖の倉橋島付近で機雷に接触して沈没した。6月10日除籍。なお、同型船のうち「辰春丸」が終戦時に辰馬汽船の大型船として唯一健在で、「辰鳳丸」は戦没、「辰宮丸」は舞鶴港で半没状態だった。
終戦後、財閥解体に伴い辰馬合資は解散、1947年（昭和22年）8月30日に辰馬汽船の後継会社として新日本汽船株式会社が設立された。戦災でほとんどの持ち船を失った新日本汽船は、船齢の若い優秀船として「辰宮丸」を復旧させたのに続いて、「辰和丸」についても復旧を検討した。しかし、半没状態だった「辰宮丸」と異なり、「辰和丸」は50mもの深々度に全没しているため、復旧作業は困難であった。新日本汽船の幹部は、「辰宮丸」の復旧を成功させた呉造船所（旧呉海軍工廠）の技術力であれば「辰和丸」も復旧可能と期待した。GHQ当局を説得して、1949年（昭和24年）6月21日に「辰和丸」の復旧工事が始まり、翌1950年（昭和25年）8月15日に復旧完了した。同型船4隻中3隻が商業航路に復帰して戦後まで活躍できたことは、異例の幸運と評される。なお、1948年（昭和23年）6月にGHQの日本商船管理局（en:Shipping Control Authority for the Japanese Merchant Marine, SCAJAP）によりSCAJAP-T313の管理番号が付与された。
1954年（昭和29年）5月、「辰和丸」はビルマ産米を満載してモールメンを出発し、南シナ海を神戸に向けて北上中、昭和29年台風第3号により遭難した。昭和29年台風第3号はエルシー台風とも呼ばれ、5月5日にフィリピン東方で弱い熱帯低気圧として発生後、西進して5月9日に南シナ海上で急速に発達して台風となり、5月10日午後3時には中心付近の気圧が920ヘクトパスカルまで低下した。5月10日午前9時45分に北緯13度35分 東経113度40分 / 北緯13.583度 東経113.667度付近で、「辰和丸」は、第1・第2・第3・第7ハッチが破損して浸水した旨の遭難信号を発信。その後、「辰和丸」は、翌5月11日午前7時30分の通信を最後に消息を絶った。新日本汽船は社船を投入して数ヶ月間に渡って捜索を行い、アメリカ軍機も捜索に出動したが、漂流物等は全く発見されず、全損と認定された。

## 監督官
1. 渋谷週作 予備大佐：1941年5月7日[20] - 1941年9月1日
2. 井上達六 大佐：1941年9月1日[21] - 1942年11月15日
3. 楠岡準一 大佐：1942年11月15日[22] -